# Diecezja Padang
Diecezja Padang – rzymskokatolicka diecezja w Indonezji. Powstała w 1952 jako prefektura apostolska, podniesiona do rangi diecezji w 1961.

## Biskupi
- Prefekci apostolscy Padang 
  - O. Pascal de Martino, S.X. (1952 – 1961)

- Biskupi Padang 
  - Bp Raimondo Cesare Bergamin, S.X. (1961 – 1983)
  - Bp Martinus Dogma Situmorang, O.F.M. Cap. (1983 – 2019)
  - Bp Vitus Rubianto Solichin, S.X. (2021 -)